# Кафяв ревач
Кафявият ревач (Alouatta guariba) е вид бозайник от семейство Паякообразни маймуни (Atelidae).

## Разпространение и местообитание
Разпространен е в Аржентина и Бразилия.